# Andreas Westphal (Mediziner)
Andreas Westphal (* 19. Februar 1720 in Greifswald; † 16. Dezember 1788 ebenda) war ein schwedisch-pommerscher Anatom und Archiater.

## Leben
Andreas Westphal war der Sohn des Historikers Andreas Westphal (1685–1747) und der Anna Sophia Gadebusch, Tochter des Apothekers Lorenz Gadebusch. Er schloss sein Studium an der Universität Greifswald im Alter von 16 Jahren ab. Anschließend besuchte er die Universitäten in Berlin und Halle a/S. Er wurde 1741 an der Universität Greifswald zum Doktor promoviert. Als Privatdozent hielt er Vorträge zu Anatomie und Physiologie. 1744 wurde er Adjunkt der medizinischen Fakultät. 1754 wurde seine Bewerbung um den Lehrstuhl der Medizin abgelehnt, da keine Medizinstudenten in Greifswald immatrikuliert waren. Erst 1756 wurde er ordentlicher Professor. In den Jahren 1763, 1773 und 1774 wurde er zum Rektor der Hochschule gewählt. 1767 wurde er zum Archiater ernannt.
Andreas Westphal leitete das Theatrum Anatomicum im 1750 neu erbauten Universitätsgebäude. Auf seinen Erfahrungen in Berlin und Halle aufbauend, bemühte er sich seit Beginn seiner Lehrtätigkeit um die Bereitstellung von Leichen aus Hospitälern für anatomische Studien. In dreißig Jahren gelang es ihm jedoch nur zwei Leichen für den anatomischen Unterricht zu erhalten. Ebenso wie bei seinen Forderungen nach Einrichtung einer Chirurgen- und Hebammenschule wurden die meisten seiner Anträge mit Hinweis auf die zu erwartenden Kosten von der Universitätsleitung abgelehnt.
Er begründete die anatomische Sammlung der Universität. Einen Teil der Präparate fertigte er mit seinen Studenten selbst an. Für 200 Taler erwarb er die anatomische Sammlung des Professors August Schaarschmidt, wofür er die vorausgelegten Kosten erst nach längeren Bemühungen erstattet bekam. Während seiner Zeit als Dekan wurde 1763 der Botanische Garten angelegt.
Nach der Medizinalanordnung für Schwedisch-Pommern von 1772 hielt er Vorträge über gerichtliche Medizin. 1776 übergab er seine Ämter an Karl Friedrich Rehfeld.

## Ehrungen
1744 wurde er in die Deutsche Akademie der Naturforscher Leopoldina gewählt.